# Волкат (Њујорк)
Волкат (енгл. Wolcott) град је у америчкој савезној држави Њујорк.

## Демографија
По попису из 2010. године број становника је 1.701, што је 11 (-0,6%) становника мање него 2000. године.
| Група             | 2000.         | 2010.         |
| Белци             | 1.570 (91,7%) | 1.536 (90,3%) |
| Афроамериканци    | 44 (2,6%)     | 51 (3,0%)     |
| Азијати           | 2 (0,1%)      | 3 (0,2%)      |
| Хиспаноамериканци | 71 (4,1%)     | 92 (5,4%)     |
| Укупно            | 1.712         | 1.701         |